# Der Choral von Leuthen
Der Choral von Leuthen ist ein deutscher Historienfilm, der im Jahr 1933 uraufgeführt wurde. Unter der Regie von Carl Froelich und unter Mitarbeit von Arzén von Cserépy und Walter Supper spielen Otto Gebühr und Olga Tschechowa sowie Elga Brink und Harry Frank die Hauptrollen. Das Drehbuch wurde unter Verwendung des Romans Fridericus von Walter von Molo geschrieben. Der Film gehört zu den Fridericus-Rex-Filmen und behandelt Geschehnisse um die Schlacht bei Leuthen im Jahr 1757 während des Siebenjährigen Kriegs.

## Handlung
Am Ende des Jahres 1757 ist die Lage für Preußen sehr schwierig. Zwar hat Friedrich II. in Thüringen und Sachsen Siege erringen können, in Schlesien hat jedoch August Wilhelm von Braunschweig-Wolfenbüttel-Bevern die Schlacht von Breslau verloren und befindet sich auf dem Rückzug. Friedrich II. eilt nach Schlesien, um sein Heer zu sammeln und zu vereinigen.
Der preußische Rittmeister Hans von Wustrow entscheidet sich spontan, die schlesische Gräfin Charlotte von Mudrach, zu heiraten. Da kein Pfarrer zu finden ist, wird die Ehe durch den Soldaten Christian, der Kandidat der Theologie ist, geschlossen. Sofort danach ziehen die Preußen ab, und die Österreicher besetzen das Schloss der Gräfin bei Lissa. Die Österreicher errichten in dem Schloss ihr Hauptquartier. Als von Wustrow eines Nachts seine Frau besucht, erfährt er, dass sich im Schloss das österreichische Hauptquartier befindet. Er wird entdeckt, kann jedoch fliehen. Daraufhin wollen die österreichischen Generäle die Gräfin vor ein Kriegsgericht stellen.
Friedrich II. entscheidet sich, die Schlacht mit den Österreichern zu suchen, obwohl sein Heer weniger als halb so groß ist. Da er um das große Risiko weiß, diktiert er in der Nacht vor dem Angriff einem zum Tode verurteilten sächsischen Offizier sein Testament. In der Schlacht fällt unter anderem der Soldat Georg. Am Ende der Schlacht gelangt Friedrich alleine in das österreichische Hauptquartier, wo er von den Anwesenden verblüfft erkannt und bewirtet wird. Als der Pandurenoberst Rawitsch den König gefangen nehmen will, hört man die am Schloss angelangten preußischen Truppen das Lied Nun danket alle Gott singen und Friedrich verkündet den Österreichern, dass sie die Schlacht verloren haben. Als die Preußen das Schloss besetzen, kann Rittmeister von Wustrow seine Frau befreien.

## Hintergrundnotizen
Der Film kam am 3. Februar 1933, wenige Tage nach der Machtergreifung der Nationalsozialisten, in die deutschen Kinos. Es war der dritte Tonfilm mit Otto Gebühr in der Rolle Friedrichs des Großen. In Österreich lief der Film unter dem Titel Der Führer seines Volkes. Der Autor und Kritiker Karlheinz Wendtland schrieb: „Friedrich der Große wird als außergewöhnliche Persönlichkeit vorgestellt. Seinem Genius folgend und nicht den Vorschlägen seiner Militärs, zieht er in die Schlacht bei Leuthen und siegt. Dieser König war schon immer das Vorbild aller nationalistischer Deutscher,“ wovon mehrere Stummfilme zeugten. Hitler habe diesem, seinem Leitbild, auch ein Denkmal in seinem Buch Mein Kampf gesetzt. Der Film wurde von der Alliierten Militärzensur 1945 verboten.
Die Publikumsreaktion war im Gegensatz zum 1930 erschienenen Flötenkonzert von Sans-souci nicht von Protest geprägt, worin sich die mittlerweile veränderte gesellschaftliche Stimmung und der eingeschränkte Handlungsraum der linken Opposition widerspiegelten.
Dass Friedrich II. während der Schlacht bei Leuthen zufällig ins österreichische Hauptquartier kam, ist eine Legende. Veit Harlan und Wolfgang Staudte, die später als Regisseure Berühmtheit erlangten, sind in Nebenrollen zu sehen.

## Kritik
„Historischer Film über die Schlacht von Leuthen (1757), in der die preußischen Truppen die Österreicher besiegen konnten. Am Rand die Liebesromanze zwischen einem preußischen Offizier und einer österreichischen Baronesse. Obgleich der Film später von der offiziellen NS-Kritik als "zu privat" getadelt wurde, ist er mit seiner Huldigung an Friedrich II. als absolute Führer-Persönlichkeit eine frühzeitige Geschichtslesart der wenig später vorherrschenden nationalsozialistischen Ideologie.“